# La Celette
La Celette település Franciaországban, Cher megyében. Lakosainak száma 204 fő (2022. január 1.). La Celette Ainay-le-Vieil, Épineuil-le-Fleuriel, Faverdines, La Perche, Saint-Georges-de-Poisieux és Saulzais-le-Potier községekkel határos.

## Népesség
A település népessége az elmúlt években az alábbi módon változott:
| Lakosok száma | 305  | 200  | 180  | 217  | 178  | 176  | 181  | 192  | 196  | 204  |
|               | 1968 | 1982 | 1990 | 2006 | 2013 | 2015 | 2017 | 2019 | 2020 | 2022 |